# Amancio Williams
Amancio Williams (19 de fevereiro de 1913 - 14 de outubro de 1989) foi um arquiteto argentino e um dos expoentes mais importantes da arquitetura moderna de seu país.

## Vida e obra
Amancio nasceu em Buenos Aires em 1913. Seu pai, Alberto Williams, foi um compositor conhecido de música de câmara e o fundador do Conservatório de Música de Buenos Aires. Ele entrou na escola de engenharia da Universidade de Buenos Aires. Apesar de seu interesse em aviação, ele deixou a faculdade no terceiro ano. Este hiato acabou em 1938, quando ele entrou na faculdade de arquitetura desta mesma universidade.
Ele graduou em 1941 e criou um currículo de inúmeros desenhos prospectivos, apesar de ter encontrado compradores para poucos de seus projetos e, entre estes, estar uma residência no Mar del Plata encomendada por seu próprio pai. Alberto tinha comprado uma propriedade de 2 hectare no que eram então os limites arbóreos da cidade portuária. Um rio que corria pelo terreno se tornou a peça central para o projeto de 1942 do arquiteto: A Casa del Puente. Uma estrutura moderna, de nove por 27 metros, com concreto impermeável, que ficava em um arco sobre o rio.

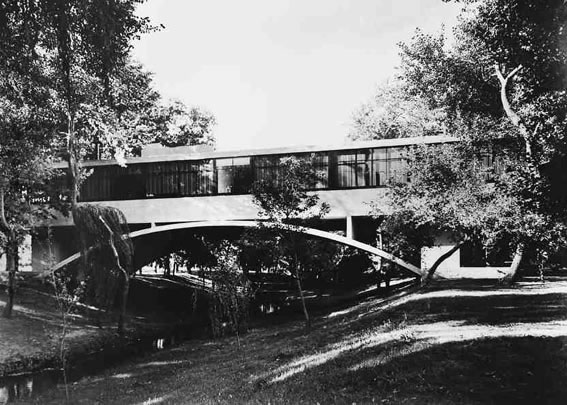
Casa del Puente, no Mar del Plata.

Williams também projetou o interior minimalista da casa, talhando as portas do interior, acessórios, apainelamentos e também grande parte da mobília em um ateliê próximo. O concreto utilizado na construção foi quimicamente impermeabilizado neste local, pois desta forma permitia o uso no projeto sem a necessidade de revestimento, o que Williams dizia que iria depreciar a "honestidade dos materiais". Batizada Casa del Puente (Casa da Ponte), assim que foi completada em 1946, serviu como casa para o pai de Amancio, Alberto Williams, até sua morte em 1952.
Suas sugestões de projetos em 1945 para um novo aeroporto internacional, que seria construído no Rio da Prata e conectado à cidade por uma causeway, foram rejeitadas em favor do que hoje é o Aeroporto Internacional Ministro Pistarini. Com exceção de três hospitais em Corrientes, ele não completaria nenhum trabalho governamental significativo nas décadas subsequentes. Ele foi incumbido, contudo, por Le Corbusier, de supervisionar a construção do Curutchet House, uma residência projetada em 1949 pelo arquiteto Suíço para o Dr. Pedro Curutchet, um médico proeminente de La Plata.
Ele foi convidado a demonstrar suas ideias sobre acústica na Universidade de Paris e o decano da Escola de Graduação em Design de Harvard, Walter Gropius, organizou exibições de seu trabalho em 1951 e 1955, em uma das quais, numa ocasião mais tardia, Williams foi um palestrante convidado. Durante a década de 50, ele desenvolveu trabalhos baseados no que ele chamaria "arcas ocas". Tratava-se de pilares de concreto que, por sua estrutura, poderiam escoar água da chuva enquanto sustentavam uma construção. Ele mais tarde empregou o conceito para a exibição Bunge y Born, de 1966, no terreno da Exposição La Rural e em 1968 para a embaixada alemã, ambos em Buenos Aires. Também empregou a técnica em um monumento para a reconstrução de Berlim.
Williams foi empossado como um membro honorário do Instituto Americano de Arquitetos em 1962. Após 1974 ele trabalhou na "cidade que a humanidade precisa", um plano de uma metrópole suspensa pelas suas arcas ocas no propósito de reduzir o uso de terra. Foi contratado pelo governo argentino para projetar uma cidade autosuficiente para a Antártida Argentina, apesar do seu projeto, apresentado em 1980, nunca ter sido realizado. Williams morreu em 1989 aos 76 anos de idade.
Uma estrutura temporária utilizada em 1966 como parte da exposição La Rural foi reerguida por um de seus filhos, Claudio, e foi incluída como uma peça principal de um parque marginal inaugurado no ano de 1999 em Vicente López, um subúrbio de Buenos Aires como um monumento ao fim do milênio. A Casa del Puente, que era a casa de uma irmã de Williams até a sua morte em 1966, foi comprada por uma estação de rádio de Mar del Plata, mas retornou para o arquiteto no mais tardar. Ele a manteve até sua morte em 1989 e ela foi declarada um Monumento Histórico Nacional em 1997, apesar disto não ter lhe garantido fundos adequados para uma manutenção eficiente, levando ao abandono da propriedade histórica e ação de vários incêndios levou a uma consequente destruição do prédio. Trabalhos para restaurar o ponto turístico foram iniciados pelo governo nacional em 2007.